# اودارنیک (شهرستان کمین)
اودارنیک (به لاتین: Udarnik) یک منطقهٔ مسکونی در قرقیزستان است که در استان چوی واقع شده‌است. اودارنیک ۲۴۶ نفر جمعیت دارد و ۱٬۱۱۰ متر بالاتر از سطح دریا واقع شده‌است.